# Naomi Mataʻafa
Afioga Fiamē Naomi Mataʻafa (ur. 29 kwietnia 1957 w Apii) – samoańska polityk, premier państwa od 2021, pierwsza kobieta na tym urzędzie.
Córka Mataʻafy Mulinuʻu II, pierwszego premiera niepodległego Samoa; w 1978 odziedziczyła po ojcu tytuł wodza wioski Lotofaga na wyspie Upolu. Od 1985 deputowana do parlamentu Samoa – Zgromadzenia Ustawodawczego, w latach 1991–2020 pełniła w rządzie kraju funkcje ministra kilku resortów i wicepremiera, będąc pierwszą kobietą zasiadającą w rządzie Samoa.
Do 2020 była członkinią Partii Ochrony Praw Człowieka (Human Rights Protection Party, HRPP), rządzącej Samoa od 1982. Na początku 2021 wstąpiła do nowego ugrupowania Faʻatuatua i le Atua Samoa ua Tasi (FAST) i wkrótce została jego liderką. W wyborach z kwietnia 2021 FAST i HRPP zdobyły w liczącym 51 miejsc parlamencie po 25 mandatów, a FAST uzyskała większość dzięki przeciągnięciu jedynego niezależnego deputowanego, Iosefo Ponifasio. HRPP kierowana przez sprawującego urząd od 1998 premiera Tuilaʻepę Sailele Malielegaoi odmawiała jednak przekazania władzy FAST, doprowadzając kraj do kilkumiesięcznego kryzysu politycznego. W maju 2021 Naomi Mataʻafa popierana przez FAST samodzielnie złożyła przysięgę na stanowisku szefa rządu. Ostatecznie Naomi objęła władzę w lipcu 2021, dzięki werdyktowi samoańskiego Sądu Apelacyjnego.

## Życiorys

### Pochodzenie
Naomi Mataʻafa pochodzi z zaangażowanej politycznie rodziny. Jej ojciec, Mataʻafa Mulinuʻu II, był pierwszym premierem niepodległego Samoa (do 1997 kraj nosił nazwę Samoa Zachodnie) i wodzem (matai) wioski Lotofaga na wyspie Upolu. Matka Naomi, Laulu Fetauimalemau Mataʻafa (ur. 1928, zm. 2007), pełniła m.in. funkcje deputowanej do krajowego parlamentu, prokanclerza Uniwersytetu Południowego Pacyfiku, konsula generalnego kraju w Auckland i wysokiego komisarza w Nowej Zelandii. Dziadek Naomi od strony ojca, Mataʻafa Faumuina Mulinuʻu I, był przywódcą pokojowego ruchu Mau, walczącego o niepodległość Samoa (kraj do 1962 był terytorium zależnym Nowej Zelandii), a dziadek od strony matki, Le Mamea Matatumua Ata, był jednym z autorów konstytucji kraju.

### Wczesne lata
Naomi Mataʻafa urodziła się 29 kwietnia 1957 w Apii. Początkowo uczęszczała do szkół w Apii, w wieku 11 lat rozpoczęła naukę w Samuel Marsden Collegiate School w Wellington w Nowej Zelandii. W 1976 podjęła studia z zakresu polityki i prawa na Uniwersytecie Wiktorii w Wellington, ale już w następnym roku powróciła do Samoa, aby wziąć udział w sprawie sądowej, której przedmiotem była scheda po ojcu. W 1978 Naomi objęła tytuł wodza Lotofagi na mocy werdyktu sądu, o którym rozstrzygnął głos sędziego z Nowej Zelandii. Członkowie ławy sędziowskiej wyrażali sprzeciw wobec przyznania tytułu wodzowskiego kobiecie. Po werdykcie Naomi wróciła do Nowej Zelandii, by dokończyć studia, ale na Samoa powróciła już po miesiącu, wezwana przez rodzinę.

### Działalność polityczna i społeczna do 2021

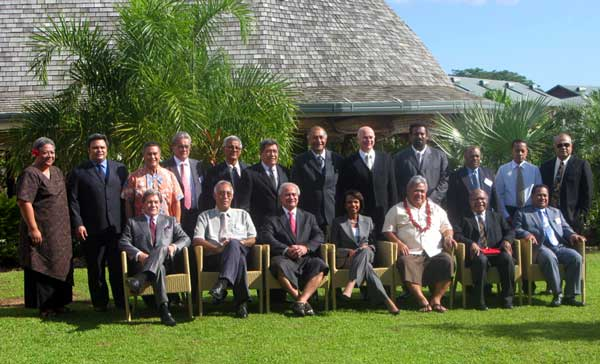
Naomi Mataʻafa (stoi, pierwsza od lewej) podczas spotkania przywódców państw Pacyfiku z sekretarz stanu Stanów Zjednoczonych Condoleezzą Rice, 26 lipca 2008

Od 1985 Naomi Mataʻafa zasiada w Zgromadzeniu Ustawodawczym, reprezentując okręg Lotofaga. W latach 1991–2006 była ministrem edukacji, zostając pierwszą kobietą w rządzie Samoa. W latach 2006–2011 pełniła funkcję ministra ds. kobiet, społeczności i rozwoju społecznego, a następnie do 2016 była ministrem sprawiedliwości. Od 2016 pełniła funkcje wicepremiera (jako pierwsza kobieta w historii Samoa) oraz ministra zasobów naturalnych i środowiska.
Do 2020 Naomi Mataʻafa należała do Partii Ochrony Praw Człowieka (Human Rights Protection Party, HRPP), rządzącej krajem od 1982. We wrześniu 2020 zrzekła się stanowisk rządowych i członkostwa w HRPP, protestując przeciwko planom zmian w konstytucji, dotyczących Sądu Ziemi i Tytułów. Na początku 2021 wstąpiła do nowej partii Faʻatuatua i le Atua Samoa ua Tasi (FAST), w marcu 2021 została jej liderką.
Poza działalnością polityczną Naomi Mataʻafa reprezentowała Samoa w Radzie Wykonawczej UNESCO, a w latach 2006–2012 była prokanclerzem i przewodniczącą rady Uniwersytetu Południowego Pacyfiku. Na początku 2018 zapoczątkowała inicjatywę Women In Climate Change Network. Jest przewodniczącą Narodowej Rady Kobiet Samoa.

### Kryzys konstytucyjny na Samoa w 2021
W wyborach parlamentarnych przeprowadzonych 9 kwietnia 2021 FAST i HRPP uzyskały w 51-miejscowym parlamencie po 25 mandatów; do parlamentu dostał się ponadto jeden deputowany niezależny, Tuala Tevaga Iosefo Ponifasio. Po wyborach obie partie podjęły rozmowy z Ponifasio na temat przyłączenia się do jednego z tych ugrupowań. 21 kwietnia 2021 Ponifasio ogłosił przystąpienie do FAST, jednak dzień wcześniej Biuro Komisarza Wyborczego ogłosiło, że aby wymagany przez konstytucję udział kobiet w parlamencie wynoszący co najmniej 10% został spełniony, utworzony został dodatkowy mandat. Objęła go Aliimalemanu Moti Momoemausu Alofa Tuuau, która ogłosiła przystąpienie do HRPP. Obie partie uzyskały zatem po 26 miejsc, co doprowadziło do impasu. 3 maja 2021 Naomi Mataʻafa wezwała sprawującego urząd premiera od 23 lat Tuilaʻepę Sailele Malielegaoi do uznania swojej porażki.
4 maja 2021 O le Ao o le Malo (głowa państwa) Samoa Tuimalealiʻifano Vaʻaletoa Sualauvi II ogłosił, że kwietniowe wybory były nieważne, i zarządził nowe wybory na 21 maja. Naomi Mataʻafa uznała tę decyzję za niekonstytucyjną i zapowiedziała jej zaskarżenie w sądzie. 17 maja 2021 Sąd Najwyższy uchylił decyzję głowy państwa o rozpisaniu nowych wyborów, uznał też utworzenie dodatkowego miejsca w parlamencie za niekonstytucyjne, co dało FAST większość w parlamencie (26 miejsc wobec 25 dla HRPP). Sąd nakazał również, by wybrany w kwietniu parlament zebrał się w ciągu 45 dni od dnia wyborów. Decyzja sądu otworzyła drogę do sformowania rządu przez FAST.

### Premier Samoa
24 maja 2021 Naomi Mataʻafa – jako pierwsza kobieta w historii Samoa – została zaprzysiężona na urząd premiera kraju. Ceremonia odbyła się w namiocie przed siedzibą parlamentu, do której premier Malielegaoi nie wpuścił Naomi i jej zwolenników. Pierwszym krajem, który uznał Mataʻafę jako nowego premiera Samoa, była Mikronezja. Malielegaoi określił postawę FAST i Naomi Mataʻafy jako „zdradę”. 28 czerwca 2021 Sąd Najwyższy Samoa uznał zaprzysiężenie Mataʻafy za bezprawne i nieważne.
Kryzys polityczny trwał do 23 lipca 2021, gdy Sąd Apelacyjny orzekł, że zaprzysiężenie Mataʻafy było prawnie wiążące. 26 lipca 2021 Malielegaoi uznał swoją porażkę. 27 lipca 2021 12-osobowy gabinet Mataʻafy, w którym szefowa rządu objęła również funkcje ministra spraw zagranicznych oraz ministra zasobów naturalnych i środowiska, oficjalnie rozpoczął działanie.
We wrześniu 2021 rząd Mataʻafy podjął decyzję o rezygnacji z wprowadzania na Samoa czasu letniego.
W grudniu 2021 Mataʻafa znalazła się na przygotowanej przez BBC liście 100 inspirujących i wpływowych kobiet z całego świata.

## Życie prywatne
Naomi Mataʻafa należy do Kongregacyjnego Kościoła Chrześcijańskiego Samoa. Jest panną i nie ma dzieci.